# Cử tạ tại Đại hội Thể thao Bán đảo Đông Nam Á 1973
Môn cử tạ tại Đại hội Thể thao Bán đảo Đông Nam Á năm 1973 (SEAP Games 1973) được tổ chức từ ngày 2 đến ngày 5 tháng 9 năm 1973 tại Singapore. Đây là môn thi đấu chỉ dành cho vận động viên nam. Có tổng cộng 9 hạng cân được tổ chức thi đấu, từ hạng nhẹ (dưới 52 kg) đến hạng siêu nặng (trên 110 kg). Myanmar là đoàn thể thao dẫn đầu bộ môn này khi giành được 7 tấm huy chương vàng, xếp thứ hai là Thái Lan với 2 huy chương vàng.

## Tóm tắt kết quả

### Nam
| Flyweight          | Gyi Aung Maung    | Preecha Chiocharn | Eu Heng          |  |  |  |
|                    |                   |                   |                  |  |  |  |
| Bantamweight       | Tin Sein          | Ng Bee Kia        | Heng Eng Choon   |  |  |  |
|                    |                   |                   |                  |  |  |  |
| Featherweight      | Khin Myint        | Chua Koon Siong   | Ly Sineng        |  |  |  |
|                    |                   |                   |                  |  |  |  |
| Lightweight        | Aye Win           | Eun Tin Loy       | Sam Phon         |  |  |  |
|                    |                   |                   |                  |  |  |  |
| Light Middleweight | Chul Bumungren    | Pe Aye            | Tan Kim Sun      |  |  |  |
|                    |                   |                   |                  |  |  |  |
| Middleweight       | Htain Win         | Niras Haldon      | Ith Sakhan       |  |  |  |
|                    |                   |                   |                  |  |  |  |
| Middle Heavyweight | Kitti Kanjanajira | San Ngwee         | Hy Sok           |  |  |  |
|                    |                   |                   |                  |  |  |  |
| Heavyweight        | Myat Khine        | Harban Singh      | Quick Ber Ann    |  |  |  |
|                    |                   |                   |                  |  |  |  |
| Super Heavyweight  | Min Aung          | Cheng Jiew Koon   | Neau Puth Sakhan |  |  |  |

## Bảng huy chương
| Hạng               | Đoàn               | Vàng | Bạc | Đồng | Tổng số |
| ------------------ | ------------------ | ---- | --- | ---- | ------- |
| 1                  | Myanmar (MYA)      | 7    | 2   | 0    | 9       |
| 2                  | Thái Lan (THA)     | 2    | 3   | 2    | 7       |
| 3                  | Singapore (SIN)    | 0    | 2   | 1    | 3       |
| 3                  | Malaysia (MAS)     | 0    | 2   | 1    | 3       |
| 5                  | Campuchia (KHM)    | 0    | 0   | 5    | 5       |
| Tổng số (5 đơn vị) | Tổng số (5 đơn vị) | 9    | 9   | 9    | 27      |